# Сесак (Жиронда)
Сесак (фр. Cessac) је насеље и општина у југозападној Француској у региону Аквитанија, у департману Жиронда која припада префектури Лангон.
По подацима из 2011. године у општини је живело 188 становника, а густина насељености је износила 51,51 становника/km². Општина се простире на површини од 3,65 km². Налази се на средњој надморској висини од 30 метара (максималној 77 m, а минималној 21 m).

## Демографија
| 1962. | 1968. | 1975. | 1982. | 1990. | 1999. | 2011. |
| ----- | ----- | ----- | ----- | ----- | ----- | ----- |
| 189   | 189   | 139   | 173   | 179   | 169   | 188   |

График промене броја становника у току последњих година